# Cassagnaudina
Genre
Cassagnaudina est un genre de collemboles de la famille des Neanuridae.

## Distribution
Les espèces de ce genre se rencontrent en zone paléarctique.

## Liste des espèces
Selon Checklist of the Collembola of the World (version du 28 octobre 2019) :
- Cassagnaudina coiffaiti (Cassagnau, 1955)
- Cassagnaudina khumbuensis Yosii, 1971
- Cassagnaudina perisi Simón, 1981
- Cassagnaudina tourratensis (Cassagnau, 1964)

## Étymologie
Ce genre est nommé en l'honneur de Paul Cassagnau.

## Publication originale
- Massoud, 1967 : Monographie des Neanuridae, collemboles poduromorphes à pièces buccales modifiées. Biologie de l’Amérique Australe, vol. 3, p. 7-399.